# Kendra Harrisonová
Kendra Harrisonová (* 18. září 1992) je americká překážkářka. Přibližně šest let držela světový rekord na trati 100 metrů překážek, který činil 12,20 sekundy, a byl dosažen na Londýnském Grand Prix 2016. Na vysoké škole soutěžila za University of Kentucky Wildcats. Na halovém MS v Portlandu v roce 2016 získala 8. místo v běhu na 60 metrů překážek, o dva roky později na HMS v Birminghamu již dokázala zvítězit a získala tak svoji první velkou medaili. Později vybojovala stříbrnou medaili z mistrovství světa i z olympijských her. Jejím trenérem je Edrick Floréal.

## Osobní rekordy
Dráha
- Běh na 100 metrů překážek – 12.20 (2016)
- Běh na 300 metrů překážek – 41.41 (2011)
- Běh na 400 metrů překážek – 54.09 (2015)
- Běh na 100 metrů – 11.35 (2016)
- Běh na 200 metrů – 23.00 (2016)
- Běh na 400 metrů – 55.49 (2012)
- Běh na 800 metrů – 2:22.35 (2013)

Hala
- Běh na 60 metrů překážek – 7.70 (2018)
- Běh na 60 metrů – 7.31 (2014)
- Běh na 200 metrů – 23.47 (2014)
- Běh na 300 metrů – 37.84 (2014)
- Běh na 400 metrů – 53.82 (2013)
- Běh na 500 metrů – 1:14.70 (2012)